# Maître de l'ordre des Prêcheurs
Les Maîtres sont élus à la tête de l’ordre des Prêcheurs (dominicains) depuis la fondation de celui-ci par Dominique de Guzmán, plus connu sous le nom de saint Dominique, en 1215. Ils sont élus démocratiquement dans le cadre des chapitres généraux qui se tiennent en session délibérative et élective.
L'appellation complète est Maître général de l'Ordre des Prêcheurs, raccourcie habituellement en Maître général.  
L'assemblée qui pourvoit à son choix est formée par les anciens Maîtres de l'ordre, s'ils sont en vie et aptes à participer, de tous les prieurs et définiteurs provinciaux, ou des vicaires, s'ils ne peuvent être présents, et d'autres délégués provenant de chaque province.
La charge du Maître de l'Ordre a une durée de neuf ans et n'est pas reconductible ; en qualité de supérieur religieux, l'obéissance de tous les dominicains lui est due pendant son mandat, qu'il commence immédiatement après son élection.
Le Maître de l'Ordre dispose d'une large autorité - à la différence d'autres ordres - même s'il décide avec l'aide de la curie généralice, en ce qui concerne nombre de sujets. Il préside et convoque la curie généralice ainsi que, tous les trois ans, les chapitres généraux (qui ont une fonction délibérative).
Le premier Maître de l'Ordre à recevoir formellement ce titre en 1221 fut saint Raymond de Peñafort au chapitre de Bologne, peu avant la mort de Dominique.
L'ordre dominicain a fait naître de nombreux saints, bienheureux, vénérables ou serviteurs de Dieu. Il a aussi dans ses rangs de nombreux cardinaux et évêques et deux papes, Benoît XI et  saint Pie V. Celui-ci préféra conserver son habit de dominicain plutôt que de riches ornements et c'est depuis lui que les papes s'habillent d'une simple soutane blanche. 
Le Maître de l'Ordre était jusqu'au 5 septembre 2010 un Argentin, le très révérend père Carlos Azpiroz Costa, élu par le Chapitre général convoqué à Providence aux États-Unis, en 2001. Son successeur, le père Bruno Cadoré, a été élu le 5 septembre 2010 par le Chapitre général convoqué à Rome.

## 1216-1300
- Dominique de Guzmán (1216 -1221)
- Jourdain de Saxe (1222-1237)
- Raymond de Peñafort (1238-1240)
- Johannes von Wildeshausen (1241-1252)
- Humbert de Romans (1254-1263)
- Giovanni da Vercelli (1264-1283)
- Muño de Zamora (1285-1291)
- Étienne de Besançon (1292-1294)
- Niccolò Boccasini (1296-1298)
- Albertus de Chiavari (1300)

## 1301-1400
- Bernard de Jusix (1301-1303)
- Aymericus Giliani (1304-1311)
- Bérenger de Landorre (1312-1317)
- Hervé Nédellec (1318-1323)
- Barnaba Cagnoli (1324-1332)
- Hugues de Vaucemain (1333-1341)
- Gérard de La Garde (ou de Daumar) (1342)
- Pierre de Baume (1343-1345)
- Garin de Gy (1346-1348)
- Jean de Moulins (1349-1350)
- Simon de Langres (1352-1366)
- Elias Raymond (1367-1380)
- Raymond de Capoue (1380-1399)

## 1401-1500
- Tommaso Paccaroni (1401-1414)
- Leonardo Dati (1414-1425)
- Barthélemy Texier (1426-1449)
- Pierre Rochin (1450)
- Guy Flamochet (1451)
- Martial Auribelli (1453-1462)
- Conrad d'Asti (1462-1465)
- Martial Auribelli (1465-1473)
- Leonardo Mansueti (it) (1474-1480)
- Salvo Cassetta (1481-1483)
- Bartolomeo Comazzi (1484-1485)
- Barnaba Sansoni (1486)
- Gioacchino Torriani (1487-1500)

## 1501-1600
- Vincenzo Bandello (1501-1506)
- Jean Clérée (en) (1507)
- Tommaso de Vio (1508-1518)
- García de Loaysa y Mendoza (1518-1524)
- Francesco Silvestri (it) (1525-1528)
- Paolo Butigella (1530-1531)
- Jean du Feynier (1532-1538)
- Agostino Recuperati (1539-1540)
- Alberto de las Casas (1542-1544)
- Laurent Desmaisons (1546-1552)
- Stefano Usodimare (1553-1557)
- Vincenzo Giustiniani (1558-1570)
- Serafino Cavalli (1571-1578)
- Paolo Constabile (1580-1582)
- Sisto Fabri (1583-1589)
- Ippolito Maria Beccaria (1589-1600)

## 1601-1720
- Jerónimo Xavierre (1601-1607)
- Agostino Galamini (1608-1612)
- Serafino Secchi (1612-1628)
- Niccolò Ridolfi (1629-1642)
- Tommaso Turco (1644-1649)
- Giovanni Battista de Marinis (1650-1669)
- Juan Tomás de Rocabertí (es) (1670-1677)
- Antonio de Monroy (1677-1686)
- Antonin Cloche (1686-1720)

## 1721-1798
- Agostino Pipia (1721-1725)
- Tomás Ripoll (1725-1747)
- Antonin Bremond (1748-1755)
- Juan Tomás de Boxadors (1756-1777)
- Baltasar de Quiñones (1777-1798)

## 1798-1904
- Pio Giuseppe Gaddi (1798-1819)
- Joaquín Briz (1825-1831)
- Francesco Ferdinando Jabalot (1832-1834)
- Benedetto Maurizio Olivieri (1834-1835)
- Tommaso Giacinto Cipolletti (1835-1838)
- Angelo Ancarani (1838-1844)
- Vincenzo Ajello (1844-1850)
- Alexandre Vincent Jandel (1850-1872)
- Giuseppe M. Sanvito (1873-1879)
- José María Larroca (es) (1879-1891)
- Andreas Frühwirth (1891-1904)

## 1904 à nos jours
- Hyacinthe-Marie Cormier (1904-1916)
- Ludwig Theissling (1916-1925)
- Buenaventura García de Paredes (es) (1926-1929)
- Martin Stanislas Gillet (1929-1946)
- Manuel Suárez Fernández (es) (1946-1954)
- Michael Browne (1955-1962)
- Aniceto Fernández Alonso (es) (1962-1974)
- Vincent de Couesnongle (1974-1983)
- Damian Byrne (1983-1992)
- Timothy Radcliffe (1992-2001)
- Carlos Azpiroz Costa (2001-2010)
- Bruno Cadoré (2010-2019)
- Gerard Timoner (2019-)